# Грундсгайм
Грундсгайм (нім. Grundsheim) — громада в Німеччині, знаходиться в землі Баден-Вюртемберг. Підпорядковується адміністративному округу Тюбінген. Входить до складу району Альб-Дунай.
Площа — 3,70 км2. Населення становить 222 ос. (станом на 31 грудня 2020).